# هازلوو
هازلوو (به چکی: Hazlov) یک منطقهٔ مسکونی در جمهوری چک است که در ناحیه خب واقع شده‌است. هازلوو ۲۷٫۸۹ کیلومتر مربع مساحت و ۱ ۶۶۵ نفر جمعیت دارد و ۵۵۰ متر بالاتر از سطح دریا واقع شده‌است.